# Fatma Girik
Fatma Girik (Istambul, 12 de dezembro de 1942 — Istambul, 24 de janeiro de 2022) foi uma atriz e política turca. Girik foi eleita prefeita da Şişli nas eleições locais de 1989, cargo que ocupou até 1994. Ela escreveu sua autobiografia, "Fatma Girik", e outro livro sobre ela, "Dört Yapraklı Yonca" (Trevo de Quatro Folhas), foi escrito por la escritora turca Bircan Usallı Silan.